# Cầu Seongsu
Cầu Seongsu là một cây cầu bắc qua sông Hán tại Seoul, Hàn Quốc, kết nối các quận Seongdong và Gangnam. Cây cầu đúc hẫng này được hoàn thành năm 1979 với tổng chiều dài 1160 m. Ngày 21 tháng 10 năm 1994 đã xảy ra thảm họa sập cầu.
Cây cầu bị sập vào sáng sớm khi mà một trong những tấm bê tông của nó rơi xuống do một sai sót trong cấu trúc hệ thống treo. Các khung thép của cấu trúc hệ thống treo nằm ở bên dưới đường bê tông của cầu đã được hàn không đúng cách.

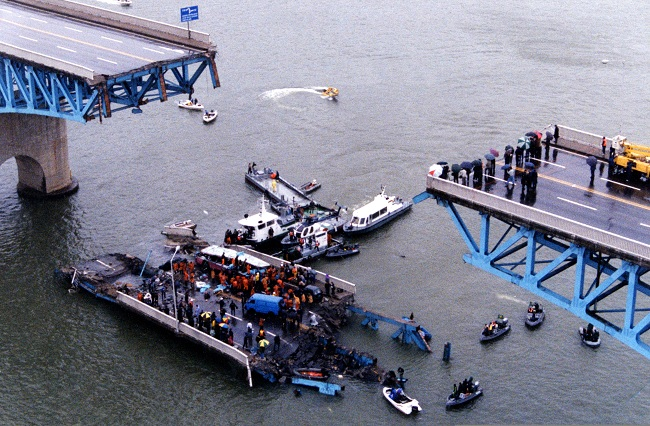
Cầu Seongsu sập vào năm 1994

Vụ tai nạn đã cướp đi sinh mạng của 32 người và làm 17 người khác bị thương. Về sau người ta định sửa chữa cây cầu nhưng vì những khuyết điểm trong kết cấu nên nó được thiết kế và xây lại từ đầu. Thiết kế mới được hoàn thành vào ngày 15 tháng 8 năm 1997, và cũng tương tự như thiết kế ban đầu.